# Filipe Sousa
Filipe Sousa, né le 16 octobre 1964 à Santa Cruz, est un homme politique portugais. Il est député pour Madère depuis 2025.

## Biographie

### Parcours politique
Filipe Sousa est membre de l'Assemblée législative de Madère de 2000 à 2007, élu sous les couleurs du Parti socialiste. Il quitte le PS en 2007.
En 2013, il est élu maire de Santa Cruz après avoir mené une campagne indépendante. Ultérieurement, il crée le parti Ensemble pour le peuple (JPP) en 2015 aux côtés de son frère, Élvio Sousa, et en prend la présidence. Il est ensuite réélu à la mairie de Santa Cruz en 2017 et 2021.
Il quitte la présidence du JPP en 2024 afin de présenter sa candidature aux élections législatives de la même année, sans être élu. Lors des élections législatives anticipées de 2025, il est élu député à l'Assemblée de la République dans la circonscription de Madère. S'il obtient un très faible résultat et un seul siège, le JPP se fait remarquer en devenant le premier parti régionaliste à entrer au parlement dans l'histoire de la République portugaise. Filipe Sousa promet à cette occasion d'être la « voix des îles [de Madère] »,.

### Source de traduction
- (en) Cet article est partiellement ou en totalité issu de l’article de Wikipédia en anglais intitulé « Filipe Sousa (politician) » (voir la liste des auteurs).